# Campionat Individual de Raspall de 2008
El XXIII Campionat Individual és l'edició del 2008 del Campionat Individual de raspall per a pilotaires professionals, organitzada per les empreses El Zurdo, Frediesport i la Federació de Pilota Valenciana.
En l'edició del 2008 participen 10 raspallers. Cinc de professionals: Coeter II, Juan Carlos, i Salva, amb Armando i Waldo com a caps de sèrie. I com a novetat es facilita la introducció de saba nova amb 5 joves pilotaris del món aficionat: Josep, Monxo, Punxa, Raúl i Ricard.
El sistema de competició consisteix en una sèrie de partides eliminatòries des d'octaus de final, en les quals entren 3 amateurs contra 3 professionals, i una quarta eliminatòria entre el campió i el subcampió individual de raspall sub-23 (Moncho i Josep, respectivament). En quarts de final s'enfronten els quatre classificats. En les semifinals, els dos millors s'acaren als caps de sèrie, Armando i Waldo. I d'aquí ixen els dos contendents per a la final.

## Pilotaires
| - Armando, de Bicorp - Coeter II, de Simat de la Valldigna - Josep, de Xeraco - Juan Carlos de Bicorp - Monxo, de Manuel |  | - Punxa, de Piles - Raúl, de Benigànim - Ricard, de Castelló de la Ribera - Salva, de Simat de la Valldigna - Waldo, d'Oliva |

## Resultats

### Octaus de final
| Data     | Trinquet    | Roig        | Blau   | Resultat |
| -------- | ----------- | ----------- | ------ | -------- |
| 25/11/08 | Oliva       | Salva       | Ricard | 15-25    |
| 27/11/08 | Bellreguard | Juan Carlos | Punxa  | 25-15    |
| 28/11/08 | Bellreguard | Coeter II   | Raúl   | 25-05    |
| 30/11/08 | Xeraco      | Monxo       | Josep  | 05-25    |

### Quarts de final
| Data     | Trinquet    | Roig      | Blau        | Resultat |
| -------- | ----------- | --------- | ----------- | -------- |
| 06/12/08 | Bellreguard | Ricard    | Juan Carlos | 25-20    |
| 09/12/08 | Oliva       | Coeter II | Josep       | 25-10    |

### Fase final
|  | Semifinals            | Semifinals |    |  | Final                 | Final |  |
|  |                       |            |    |  |                       |       |  |
|  | 13/12/08, Bellreguard |            |    |  |                       |       |  |
|  | Waldo                 | 25         |    |  |                       |       |  |
|  | Ricard                | 05         |    |  |                       |       |  |
|  |                       |            |    |  |                       |       |  |
|  |                       |            |    |  | 20/12/08, Bellreguard |       |  |
|  |                       |            |    |  | Waldo                 | 25    |  |
|  |                       | Coeter II  | 05 |  |                       |       |  |
|  |                       |            |    |  |                       |       |  |
|  |                       |            |    |  |                       |       |  |
|  |                       |            |    |  |                       |       |  |
|  | 16/12/08, Oliva       |            |    |  |                       |       |  |
|  | Armando               | 05         |    |  |                       |       |  |
|  | Coeter II             | 25         |    |  |                       |       |  |